# Tilt Ya Head Back
"Tilt Ya Head Back" là một đĩa đơn của rapper Nelly với sự góp giọng của ca sĩ Christina Aguilera, phát hành vào năm 2004, trích từ album Sweat của Nelly.

## Tiểu sử bài hát
Người sản xuất nói bài hát này ban đầu được dự định dành cho Nelly và Britney Spears, nhưng hãng thu âm của Spears - Jive Records từ chối dù Britney muốn thực hiện. Lựa chọn thứ hai là Christina Aguilera, đã thu âm bài hát cùng Nelly vào năm 2004. "Tilt Ya Head Back" được sáng tác bởi Nelly, Dorian Moore, Tejumold Newton và Curtis Mayfield. Và được sản xuất bởi Doe Mo' Beats. Ca khúc có chứa một đoạn mẫu trong bài "Superfly" của Curtis Mayfield. Đạo diễn video clip cho bài hát là Little X.

## Video clip
Đầu tiên là cảnh Nelly hát trong xe, còn Aguilera thì ở trong một khách sạn. Nelly ra khỏi xe và bước đến quầy tiếp tân, tại đây anh thấy Christina bước xuống cầu thang. Họ đưa mắt nhìn nhau khi Christina bỏ ra khỏi khách sạn. Sau đó là cảnh Christina ca hát và quằn quại trên ghế. Rồi đến cảnh Christina hát trong một bộ y phục màu xanh. Tiếp đến là cảnh Nelly xem một chương trình có mặt Christina cùng một người đàn ông khác, và họ trao đổi vài lời với nhau. Rồi Nelly ở trên taxi đọc rap, trên tay cầm vé xem buổi biểu diễn của Christina. Video kết thúc bằng cảnh cảnh sát ập vào buổi biểu diễn, và Nelly đưa Christina đi trốn.

## Thành công trên bảng xếp hạng
Ban đầu, ca khúc được cho là một hit lớn của Nelly và Aguilera. Nelly và Aguilera đã diễn bài hát này ở lễ trao giải MTV Video Music Awards năm 2004 (lần duy nhất bài hát này được diễn live). Tuy nhiên, hãng thu âm của Nelly lại không cảm thấy an tâm về đĩa đơn này vì giọng hát Aguilera lấn át Nelly quá nhiều, cho nên đã không có kế hoạch tiếp thị nào cho bài hát. Video clip cho Tilt Ya Head Back đã được quay trước khi hãng thu âm của Nelly chuyển hướng tiếp thị sang cho bài hát "Over and Over" - một bản song ca của Nelly và Tim McGraw từ album Suit. Sau đó, Over and Over được lượng phát sóng nhiều đến mức áp đảo Tilt Ya Head Back.
Mặc dù chỉ đứng thứ 58 trên bảng xếp hạng Billboard Hot 100 ở Hoa Kỳ, Tilt Ya Head Back vẫn bán được hơn 500.000 bản digital download và được chứng nhận đĩa vàng. Nó cũng trở thành hit nằm trong top 5 ở United Kingdom và Australia.

## Bảng xếp hạng
| Chart (2004)                           | Peak position |
| -------------------------------------- | ------------- |
| New Zealand RIANZ Charts Singles Chart | 4             |
| UK Singles Chart                       | 5             |
| Australian ARIA Charts Singles Chart   | 5             |
| Irish Singles Chart                    | 12            |
| Danish Singles Chart                   | 8             |
| Dutch Top 40                           | 16            |
| Greek Singles Top 50                   | 16            |
| Swiss Singles Top 100                  | 16            |
| U.S. Top 40 Mainstream                 | 26            |
| German Singles Chart                   | 27            |
| Canadian Singles Chart                 | 27            |
| U.S. Top 40 Tracks                     | 28            |
| Ö3 Austria Top 40                      | 42            |
| U.S. Billboard Hot 100                 | 58            |